# Międzynarodowa Leninowska Nagroda Pokoju

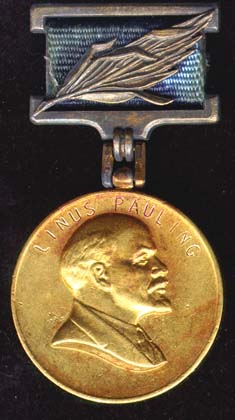
Awers medalu

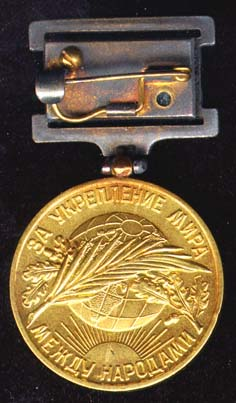
Rewers medalu

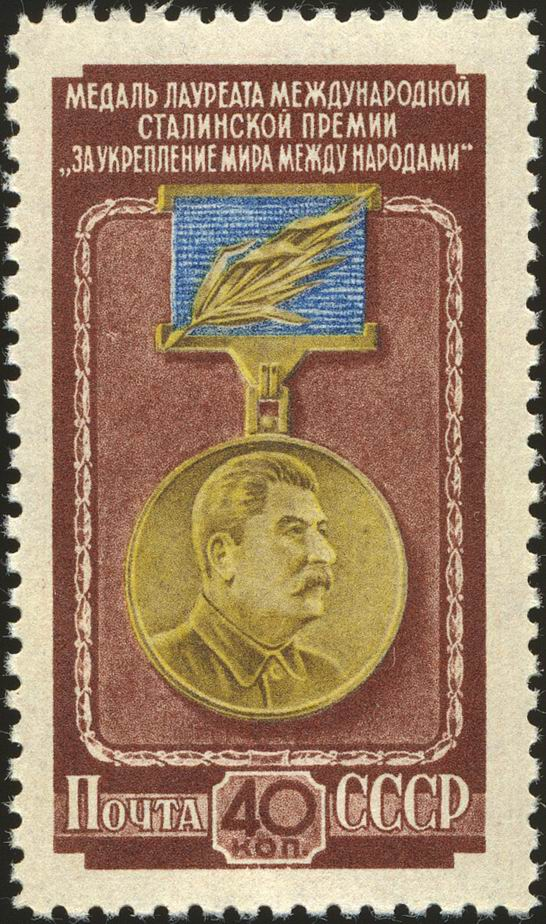
Radziecki znaczek pocztowy z medalem dla laureata Międzynarodowej Stalinowskiej Nagrody Pokoju

Radziecki znaczek pocztowy z medalem dla laureata Leninowskiej Nagrody Pokoju

Międzynarodowa Leninowska Nagroda Pokoju (ros. Международная Ленинская премия мира), początkowo jako Międzynarodowa Stalinowska Nagroda Pokoju lub Międzynarodowa Stalinowska Nagroda za Umacnianie Pokoju Pomiędzy Narodami, po destalinizacji w 1957 przemianowana na Międzynarodową Leninowską Nagrodę za Umacnianie Pokoju Pomiędzy Narodami (ros. Международная Ленинская премия «За укрепление мира между народами») – radziecka nagroda państwowa ustanowiona 21 grudnia 1949 roku. Ostatnia zmiana nazwy nastąpiła w 1989. Był to radziecki odpowiednik Pokojowej Nagrody Nobla. Mogła być przyznawana zarówno obywatelom radzieckim, jak i cudzoziemcom. Inaczej niż w przypadku Pokojowej Nagrody Nobla, jednego roku Leninowską Nagrodę Pokoju można było przyznać jednej lub kilku osobom.

## Lista laureatów

### Międzynarodowa Stalinowska Nagroda Pokoju

#### 1950
- Frédéric Joliot-Curie[1]
- Song Qingling (Madame Sun Yat-sen)[1]
- Hewlett Johnson(inne języki)[1]
- Eugénie Cotton(inne języki)[1]
- Arthur Moulton(inne języki)[1]
- Pak Chong Ae(inne języki)[1]
- Heriberto Jara Corona(inne języki)[1]

#### 1951
- Guo Moruo[2]
- Monica Felton(inne języki)[3]
- Ōyama Ikuo[3]
- Pietro Nenni[3]
- Anna Seghers[3]
- Jorge Amado[3]

#### 1952
- Johannes Becher[3]
- Eliza Branco(inne języki)[3]
- Ilja Erenburg[3]
- James Gareth Endicott(inne języki)[3]
- Yves Farge(inne języki)[3]
- Saifuddin Kitchlew(inne języki)[3]
- Paul Robeson[3]

#### 1953
- Andrea Andreen(inne języki)[3]
- John Desmond Bernal[2]
- Isabelle Blume(inne języki)[3]
- Howard Fast[3]
- Andrew Gaggiero[3]
- Leon Kruczkowski[3]
- Pablo Neruda[3]
- Nina Popowa[3]
- Sahib-singh Sokhey(inne języki)[3]
- Pierre Cot(inne języki)

#### 1954
- Alain Le Léap(inne języki)
- Baldomero Sanincano
- Prijono(inne języki)
- Bertolt Brecht[4]
- André Bonnard(inne języki)[4]
- Thakin Kodaw Hmaing[4]
- Felix Iversen(inne języki)[4]
- Nicolás Guillén[5]
- Denis Nowell Pritt(inne języki)[6]

#### 1955
- Lázaro Cárdenas[7]
- Muhammad al-Aszmar[7]
- Karl Joseph Wirth[7]
- Tôn Đức Thắng[7]
- Akiko Seki(inne języki)[7]
- Ragnar Forbeck[7]

### Leninowska Nagroda Pokoju

#### 1957
- Louis Aragon[6]
- Emmanuel d'Astier(inne języki)[6]
- Heinrich Brandweiner(inne języki)[6]
- Danilo Dolci(inne języki)[6]
- Maria Rosa Oliver(inne języki)[6]
- Chandrasekhara Venkata Raman[6]
- Udakandawala Saranankara Thero[6]
- Nikołaj Tichonow[6]

#### 1958
- Josef Lukl Hromádka(inne języki)[2]
- Artur Lundkvist[2]
- Louis Saillant(inne języki)[2]
- Kaoru Yasui(inne języki)[2]
- Arnold Zweig[2]

#### 1959
- Otto Buchwitz(inne języki)[8]
- W.E.B. Du Bois[8]
- Nikita Chruszczow[8]
- Ivor Montagu(inne języki)[8]
- Kostas Warnalis[8]

#### 1960
- Laurent Casanova[9]
- Cyrus Eaton[9]
- Sukarno[9]

#### 1961
- Fidel Castro[10]
- Ostap Dłuski[10]
- William Morrow[10]
- Rameshvari Neru[10]
- Mihail Sadoveanu[10]
- Antoine Tabet[10]
- Ahmed Sékou Touré[10]

#### 1962
- István Dobi[11]
- Olga Poblete de Espinosa(inne języki)[11]
- Faiz Ahmed Faiz[11]
- Kwame Nkrumah[11]
- Pablo Picasso[11]
- Georgi Trajkow(inne języki)[12]
- Manolis Glezos[13]

#### 1963
- Oscar Niemeyer[13]
- Dolores Ibárruri[5]

#### 1964
- Rafael Alberti[14]
- Aruna Asaf Ali(inne języki)[14]
- Kaoru Ota(inne języki)[14]

#### 1965
- Miguel Ángel Asturias[15]
- Mirjam Vire-Tuominen(inne języki)[15]
- Peter Ayodele Curtis Joseph(inne języki)[15]
- Giacomo Manzù[15]
- Dżamsrangijn Sambuu[15]

#### 1966
- Herbert Warnke[16]
- Rockwell Kent[16]
- Ivan Málek(inne języki)[16]
- Martin Niemöller[16]
- David Alfaro Siqueiros[16]
- Bram Fischer(inne języki)[16]

#### 1967
- Joris Ivens[17]
- Nguyễn Thị Định(inne języki)[17]
- Jorge Zalamea(inne języki)[17]
- Romesh Chandra[17]
- Endre Sík(inne języki)[17]
- Jean Effel[17]
- Akira Iwai(inne języki) (ur. 1922) (1968–69)[4]
- Jarosław Iwaszkiewicz (1968–69)[4]
- Chalid Muhji ad-Din (1968–69)[4]
- Linus Pauling (1968–69)[4]
- Shafie Ahmed el Sheikh (1968–69)[4]
- Bertil Svahnstrom(inne języki) (1968–69)[4]
- Ludvík Svoboda (1968–69)[4]

#### Lata 70.
- Eric Henry Stoneley Burhop (1970-71)[18]
- Ernst Busch (1970-71)[18]
- Coła Dragojczewa (1970–71)[18]
- Renato Guttuso (1970–71)[18]
- Kamal Dżumblatt (1970–71)[18]
- Alfredo Varela(inne języki) (1970–71)[18]
- James Aldridge(inne języki) (1972)[19]
- Salvador Allende (1972)[19]
- Leonid Breżniew (1972)[19]
- Enrique Pastorino(inne języki) (1972)[19]
- Luis Corvalán (1973–74)[20]
- Raymond Goor(inne języki) (1973–74)[20]
- Jeanne Martin-Cissé(inne języki) (1973–74)[20]
- Hortensia Bussi de Allende (1975–76)[21]
- János Kádár (1975–76)[21]
- Seán MacBride (1975–76)[21]
- Samora Machel (1975–76)[21]
- Agostinho Neto (1975–76)[21]
- Janis Ritsos (1975–76)[21]
- Kurt Bachmann (1977–78)[22]
- Freda Yetta Brown(inne języki) (1977-78)[22]
- Angela Davis (1977–78)[22]
- Vilma Espín Guillois (1977–78)[22]
- Kumara Padma Sivasankara Menon(inne języki) (1977–78)[22]
- Halina Skibniewska (1977–78)[22]
- Hervé Bazin (1979)[23]
- Lê Duẩn (1979)[23]
- Urho Kekkonen (1979)[23]
- Abd ar-Rahman asz-Szarkawi (1979)[23]
- Miguel Otero Silva (1979)[23]

#### Lata 80.
- Mahmud Darwisz (1980–82)[24]
- John Morgan (1980-82)[24]
- Líber Seregni(inne języki) (1980–82)[24]
- Mikis Theodorakis (1980–82)[24]
- Indira Gandhi (1983–84)[25]
- Jean-Marie Léger (1983–84)[25]
- Eva Palmer (1983–84)[25]
- Nguyễn Hữu Thọ (1983–84)[25]
- Luis Vidales(inne języki) (1983–84)[25]
- Joseph Weber (1983-84)[25]
- Charilaos Florakis (1983–84)
- Miguel d'Escoto Brockmann (1985-86)[26]
- Dorothy Hodgkin (1985-86)[26]
- Herbert Mies (1985–86)[26]
- Julius Nyerere (1985–86)[26]
- Petyr Tanczew (1985–86)[26]
- Evan Litwack (1986–87)
- Abdul Sattar Edhi (1988)

#### 1990
- Nelson Mandela (1990)[27][a]